# ريكاردو بولزان
ريكاردو بولزان (بالإيطالية: Riccardo Bolzan)‏ هو لاعب كرة قدم إيطالي في مركز الدفاع، ولد في 1 سبتمبر 1984. لعب مع نادي تارانتو 1927.